# Oxton (Nottinghamshire)
Oxton is een civil parish in het bestuurlijke gebied Newark and Sherwood, in het Engelse graafschap Nottinghamshire. In 2001 telde het dorp 546 inwoners.